# Spider-Man: Il regno delle ombre
Spider-Man: Il regno delle ombre (Spider-Man: Web of Shadows) è un videogioco d'azione pubblicato dalla Activision nel 2008 basato sulle avventure dell'omonimo supereroe. È stato sviluppato dalla Treyarch e la Shaba Games per PlayStation 3, Nintendo Wii e Xbox 360, dalla Aspyr per Microsoft Windows, da Amaze Entertainment per PlayStation 2 e PlayStation Portable e dalla Griptonite Games per Nintendo DS. Si tratta di una storia originale creata per il gioco e non legata a nessuna vicenda canonica del mondo Marvel.

## Trama
La storia inizia a New York, dove un abbattuto Spider-Man attraversa il tetto di un grattacielo, quasi noncurante, mentre intorno a lui infuria una battaglia fra diversi soldati armati e delle misteriose creature simbiotiche. Nel mentre l'eroe narra gli eventi mentre combatte e si sposta per la città, seguendo un tutorial che spiegherà al giocatore i movimenti base. Spider-Man sta cercando Mary Jane, che trova assieme a Luke Cage, ma lei lo rimprovera duramente perché, apparentemente, le aveva promesso qualcosa di importante. Improvvisamente nel caos viene raggiunto da una misteriosa figura femminile e, combattuto se stare con lei o con la sua amata, che cerca di convincerlo a seguirla, viene avvolto da diversi tentacoli simbiotici e immobilizzato.
La storia torna indietro a quattro giorni prima, quando Peter Parker, il giorno del suo compleanno, rimane stordito in un'esplosione insieme a Mary Jane, proprio nei panni di Spider-Man. Quando si risveglia, si trova nelle grinfie di Venom che cerca di mangiarlo, ma un frammento di simbionte, che sembra reagire in vicinanza del protagonista, si unisce a lui e riforma il suo celebre costume nero, facendolo liberare da Venom, e i due allora cominciano a combattere furiosamente. Indebolito dai suoi attacchi e infuriato perché parte del simbionte si è riunito con Spider-Man, che non sembra rifiutarlo per niente, Brock si dirige verso una ferita Mary Jane per rapirla. Peter, spinto dalla rabbia alimentata dalla natura malvagia della tuta, batte con ferocia Venom; quando però viene distratto da Mary Jane che lo chiama, per poi rigirarsi verso Venom, questi è scomparso.
Peter riceve il suo regalo di compleanno da MJ prima che venga caricata sull'ambulanza, e si rende conto che qualcosa con il simbionte alieno è cambiato, in quanto riesce a togliersi il costume nero con molta più facilità. Poi segue l'ambulanza fino all'ospedale, dove scoppia un conflitto tra due gang di Harlem, I Park Avenues e i Rolling Seven, poco dopo il suo arrivo. Dopo aver sconfitto la prima ondata di avversari, viene circondato da altri criminali che gli puntano addosso le armi e lo mettono alle strette, quando Luke Cage arriva sul posto e lo aiuta a sconfiggere i gangster rimasti. A lotta conclusa chiede poi il suo aiuto per fermarli una volta per tutte.
Ritrovatisi nel parco vicino all'ospedale, Cage spiega a Spider-Man che i Rolling Seven e i Park Avenues sono in guerra per il rispetto e il controllo delle strade, e che il loro compito è quello di portarli ad una tregua per convincerne i membri più giovani e bisognosi di aiuto a cambiare vita, e per evitare anche che la violenza nelle strade coinvolga degli innocenti. Dopo essersi fatto aiutare da Spider-Man a proteggere un suo informatore e a sgominare le attività criminali della zona, Cage allena il giovane e gli insegna alcune nuove mosse. A quel punto Spider-Man riesce a convincere entrambi i capibanda a presentarsi ad un incontro pacifico a Central Park in presenza dello stesso Cage.
Arrivato sul luogo per tenere d'occhio la situazione, Spider-Man scopre sui tetti vicini diversi cecchini in armature high-tech e li neutralizza in tempo, per poi scoprire da alcune foto in possesso di uno di loro che la guerra era una messinscena e che qualcuno aveva aizzato volutamente le due gang l'una contro l'altra. Nel frattempo i due capi, non convinti della buona fede di Cage, tirano fuori le pistole e sono pronti ad attaccarsi. Qui per la prima volta il giocatore può scegliere se compiere una buona o una cattiva azione: se sceglie di essere buono, Spider-Man interverrà prima che i due capi si uccidano a vicenda e gli rivelerà quanto scoperto. I due, resisi conto della situazione, si alleano e promettono aiuto a Spider-Man e Cage per il futuro. Se si sceglie di essere cattivi, l'eroe non dirà niente e lascerà che le due bande si scontrino, per poi sedare lo scontro che ne consegue con la violenza. Cage rimane sconvolto e contrariato dal suo comportamento, ma Spider-Man replicherà con arroganza che il suo compito di ripulire le strade dal crimine è stato comunque portato a termine. Qualunque sia la scelta fatta, dopo aver neutralizzato gli assassini, Spider-Man intuisce che sono sicuramente al soldo di una potente organizzazione criminale, e decide di iniziare le ricerche dalla prima persona che potrebbe averli mandati: Kingpin.
Spider-Man si dirige così verso la Fisk Tower, ma arrivato sul tetto vede la Gatta Nera che sta lasciando l'edificio, e sospettando che lavori per Kingpin, la insegue per la città, venendo però ostacolato da alcuni scagnozzi dello stesso Kingpin in armatura e dotati di alianti jet simili a quello di Goblin, che sembrano essere in combutta con la Gatta. A sorpresa giunge anche Moon Knight, che sta cercando un congegno che la Gatta ha rubato. L'eroe e la ragazza combattono brevemente, ma alla fine la Gatta fugge: raggiunta da Spider-Man al suo appartamento, lei gli rivela che si era infiltrata nell'organizzazione di Kingpin come spia per dimostrare le sue buone intenzioni in quanto ancora innamorata dell'eroe, tanto che gli propone per l'ennesima volta di lasciare tutto quanto una volta per tutte e vivere libero insieme a lei. A seconda della scelta del giocatore, Spider-Man può rifiutare le sue avances o ricambiarle, per poi collaborare con lei o con Moon Knight per fermare le attività illegali di Kingpin. 
Spider-Man si ritroverà anche a combattere contro Adrian Toomes, alias l'Avvoltoio, che aveva aiutato Kingpin fabbricando gli alianti per i suoi soldati. Poco dopo l'eroe si reca al MetLife Building dove combatte contro altri soldati di Kingpin, ma viene attaccato improvvisamente da dei civili apparentemente dotati di superpoteri, che scalano a mani nude l'edificio e si scagliano ferocemente contro lui e gli altri. Come se non bastasse, un elicottero del notiziario arrivato sul posto per via dei disordini riprende Spider-Man mentre colpisce i civili e li getta dal grattacielo, facendolo passare per un criminale. Quello che nessuno ancora sa è che quei civili sono stati infettati dal simbionte.
Spider-Man, ricercato dalla polizia, si dà alla fuga attraversando una New York stravolta dal simbionte e piena di infetti arrivando infine a Hell's Kitchen, dove viene aggredito da Wolverine. Questi avverte col suo fiuto iper-sviluppato una presenza malvagia nel corpo di Spider-Man (ovvero il simbionte) e non si fida di lui. I due ingaggiano un'accesa battaglia, in cui Logan fa delle domande personali all'arrampicamuri per capire se si tratta del vero Spider-Man - a seconda delle risposte che si daranno, la conclusione dello scontro sarà diversa - e, combattendo, si scontrano anche con diversi infetti che li raggiungono. Infine Spider-Man e Wolverine si uniscono per rintracciare alcuni civili infetti che sotto mentite spoglie, e spesso senza sapere di essere infetti, vagano per le strade. Pattugliando la città, Spider-Man ritrova Venom in un vicolo, che ha generato dei baccelli di simbionte trasformando le persone in mostri simbiotici. Entrambi lottano duramente e Spider-Man distrugge alcuni baccelli, ma Venom gli sfugge di nuovo.
Intanto a Manhattan il team dello S.H.I.E.L.D. guidato dalla Vedova Nera istituisce zone di contenimento in varie strade per i cittadini esposti al simbionte. Spider-Man si presenta in centro città in una di queste strutture per indagare e la Vedova lo dichiara in arresto per gli eventi accaduti al Metlife Building, ma mentre Spider-Man prova a spiegarsi irrompe Electro, stravolto e alla ricerca di sua sorella che si trova fra i dispersi. Spider-Man lo insegue e cerca di farlo ragionare inutilmente, ma la Vedova lo ferisce con un colpo di fucile. A sorpresa appare proprio la sorella di Electro che, sconvolta per il fratello, lo raggiunge, ma essendo contagiata dal simbionte lo infetta accidentalmente. Il risultato è una potente versione simbiotica di Electro, che generando una tempesta di fulmini causa l'esplosione della struttura di contenimento e il crollo di un palazzo adiacente uccidendo sua sorella e i civili presenti insieme ad alcuni agenti dello S.H.I.E.L.D, per poi fuggire. Spider-Man e la Vedova sono colpiti dalle macerie e rimangono storditi, ma vivi.
Continuando le sue ricerche, Spider-Man scopre che lo S.H.I.E.L.D. ha chiuso tutti i ponti di New York e messo la città in quarantena, quando trova Wilson Fisk in persona e la sua scorta che cercano di attraversare un ponte solo per essere respinti da un posto di blocco armato. Dal momento che non riesce a contattare nessuno dei principali scienziati suoi alleati, fra cui Tony Stark e Reed Richards, Spider-Man decide di fare una mossa azzardata e liberare il Riparatore, noto inventore criminale, dalla prigione di Rikers Island e utilizzare le sue conoscenze per combattere i simbionti. Anche qui, il giocatore dovrà scegliere se a portarlo in volo sull'isola di Rikers sarà un buono o un cattivo, trattasi di Moon Knight o dell'Avvoltoio. Raggiunta la struttura, Spider-Man si scontra con Rhino e lo cavalca con le ragnatele sfruttando la sua forza bruta per attraversare i cortili del penitenziario e aprire una breccia per liberare il Riparatore. Qui Spider-Man può scegliere se ingannare Rhino e mandarlo contro le guardie per tenerle occupate pur lasciandolo nella prigione, o chiudere un occhio e permettergli di fuggire. In ogni caso, riesce ad evadere col Riparatore che viene preso in custodia dallo S.H.I.E.L.D. Grazie anche al supporto economico di Fisk, il Riparatore progetta un dispositivo sonico che rimuove il simbionte dai suoi ospiti senza danneggiarli, e che deve essere installato sulla cima del Trask Building per amplificare al massimo l'effetto ottenuto dalle onde sonore.
Mentre il Riparatore è impegnato a costruire il dispositivo, Spider-Man aiuta lo S.H.I.E.L.D. a contrastare l'invasione dei simbionti nelle strade di New York e svolge alcune commissioni per Fisk legate all'emergenza. Successivamente rintraccia di nuovo Electro, raggiungendo prima alcuni suoi seguaci a Central Park e poi scontrandosi con lui e distruggendo una sorta di enorme generatore di elettricità da lui creato: qui si potrà scegliere se spronarlo a rigettare il simbionte da solo, oppure strapparglielo con la forza e istigarlo ulteriormente alla vendetta per la morte della sorella. Dopo aver aiutato lo S.H.I.E.L.D. a difendere la loro base dai simbionti dopo un guasto ai sistemi di sicurezza e aver fatto lo stesso con Moon Knight al suo rifugio, Spider-Man si incontra con Wolverine per soccorrere dei civili barricati in una chiesa presa d'assalto dai simbionti, ma alla fine Wolverine viene sopraffatto da alcuni di loro e viene infettato, poi lo attacca. L'eroe è in grado di liberare Wolverine dal simbionte, ma anche qui spetta a lui se spingere il mutante a usare la sua forza di volontà per liberarsene o a liberarlo con la forza assorbendo solo metà del suo simbionte, facendolo infuriare. Qualunque sia la scelta fatta, alla fine il protagonista si metterà alla ricerca di Mary Jane. La trova al parco insieme a Luke Cage, e lei gli fa promettere di non usare mai più il costume nero perché ormai è troppo pericoloso; lui accetta e li aiuta a evacuare i civili da Harlem per poi scortare un convoglio fino alla Fisk Tower, ma una volta ultimata la missione, Spider-Man non riesce più a trovare la sua ragazza, che è sparita.
La storia ritorna da dove era iniziata, con Spider-Man che lascia il tetto della Fisk Tower e ritrova Mary Jane e Cage, per poi venire colpito dalla misteriosa donna; questa altri non è che la Gatta Nera, infettata anche lei dal simbionte e capace di controllare mentalmente le creature simbiotiche, che attaccano in massa Spider-Man. Mary Jane si dilegua con Cage per combattere gli altri infetti, mentre Peter scatena il costume nero per liberarsi dai simbionti che lo ricoprivano, decidendo di usarlo per l'ultima volta. Rintracciata la Gatta sul tetto di un edificio, la combatte grazie a Mary Jane, intervenuta su di un hovercraft dello S.H.I.E.L.D. per aiutarlo. La Gatta allora cerca di uccidere Mary Jane, ma Spider-Man contrattacca e la fa atterrare sul tetto vicino dove, ferita gravemente, perde i sensi. Spider-Man si trova costretto a scegliere ancora una volta: rimanere fedele a Mary Jane e affidarle la Gatta Nera per curarla, oppure reinfettarla con il simbionte per guarirla e dichiararle il suo amore, con sgomento di Mary Jane che lo abbandonerà. Qualunque sia stata la scelta, alla fine l'eroe tornerà dal Riparatore per vedere i progressi fatti.
Il dispositivo del Riparatore finalmente è completato e la Vedova, Spider-Man e Fisk assistono tramite video dalla loro sala di controllo alla messa in funzione, ma a sorpresa l'Avvoltoio, unico assente della stanza, appare infettato dal simbionte e sferra un attacco al Trask Building insieme ad alcuni simbionti alati per impedire che il dispositivo venga attivato, chiedendo in cambio Spider-Man. Questi si ritiene responsabile di tutto ciò che è successo, visto che il simbionte si era ricongiunto a lui e lui stesso non lo aveva rifiutato; così accetta la sfida dell'Avvoltoio e scorta le squadre dello S.H.I.E.L.D. in volo fino al Trask Building, ormai avvolto dal simbionte e circondato dai seguaci di Toomes.
Dopo una lunga battaglia aerea in cui il criminale e i suoi alleati vengono abbattuti, Spider-Man raggiunge la cima del grattacielo per attivare il dispositivo, ma uno sconfitto Avvoltoio cerca di convincerlo a ripensarci poiché le onde sonore distruggerebbero anche il simbionte che lui porta con sé, quando invece potrebbe finalmente usare quell'immenso potere per sé stesso. A questo punto, Spider-Man compirà una scelta automatica in base a tutte le scelte fatte in precedenza dal giocatore, condizionando anche le reazioni degli altri personaggi: se tutte o la maggior parte delle scelte del giocatore sono state positive, Spider-Man attiverà il dispositivo, spazzando via i simbionti e liberandosi del costume nero per sempre. Se tutte o la maggior parte delle scelte del giocatore sono state negative, Spider-Man non attiverà il dispositivo, cedendo definitivamente al suo lato oscuro.
Improvvisamente arriva una richiesta di aiuto dall'elivelivolo dello S.H.I.E.L.D., che è sotto attacco da parte dei simbionti. Trasportato in volo fino all'elivelivolo e poi aiutato nella lotta da Moon Knight o dall'Avvoltoio in base alle scelte prese, Spider-Man si fa strada tra i simbionti e piazza tre bombe per distruggere la nave, in modo da eliminarli tutti quanti. Dopo che l'equipaggio è stato evacuato e le bombe sono innescate, Spider-Man è pronto a lasciare l'elivelivolo, ma dei tentacoli di simbionte giganti si abbattono sul ponte; Venom ha raggiunto uno stato di potere assoluto, e ora si presenta sotto forma di una versione colossale di sé stesso a cinque teste grande quasi quanto l'elivelivolo, che dice di aver trasceso totalmente da Eddie Brock poiché questi ormai non era più necessario. Spider-Man, anche se ostacolato dalle creature simbiotiche rimaste, è in grado di distruggere quattro delle teste, poi una delle bombe esplode indebolendo il mostro, ma ancora non è sufficiente. Allora Spider-Man cerca di puntare agli istinti di Brock, chiamandolo per nome e tirando in ballo i cittadini innocenti coinvolti per convincerlo a fermarsi. Eddie per fortuna lo ascolta e, sempre nei panni di Venom, esce fuori da quella creatura enorme, che ormai era solo più una sorta di "involucro" nel quale era intrappolato, e chiede aiuto all'eroe perché ormai non riesce più a controllare ciò che ha scatenato. L'unica scelta che ritiene giusta dunque, è sacrificarsi per fermare il Simbionte e salvare la città, ma Spider-Man interviene e lo ferma. Qui si compie l'ultima scelta autonoma della storia: se si decide di rimanere eroi, Spider-Man cerca di salvare Eddie, ma questi è convinto fino alla fine della sua scelta e lo allontana con veemenza, per poi scendere fino alla turbina dell'elivelivolo in funzione e bloccarla col suo corpo per distruggerlo. Se invece si decide di diventare cattivi, Spider-Man ucciderà comunque Eddie per vendetta. In ogni caso, l'arrampicamuri è in grado di fuggire dall'elivelivolo prima che le bombe rimaste si attivino, facendolo esplodere al largo di New York e uccidendo Brock e il Mega Venom a bordo.

### Finali
I finali variano in base alle scelte compiute durante il gioco e a come sono state combinate fra loro:
- Finale di Mary Jane: si ottiene seguendo quasi esclusivamente la via del costume originale e compiendo quindi solo scelte positive. Spider-Man riesce a controllare il simbionte durante tutto il gioco e a sfruttarlo per fare del bene mantenendo così un atteggiamento sempre eroico e facendo la scelta giusta. Alla fine, dopo aver salvato la Gatta affidandola a Mary Jane, tenta di salvare Venom, non riuscendoci, e lascia che il dispositivo anti-simbionti si attivi, liberando New York e perdendo il costume nero. Qualche giorno dopo, la città torna alla normalità e si vede Spider-Man orgoglioso del suo operato che osserva New York dal tetto di un grattacielo. Dopo una breve conversazione scherzosa con Mary Jane, Spidey prende con sé la ragazza e si lancia dal palazzo oscillando per New York.
- Finale del costume rosso: si ottiene selezionando in parte scelte positive ed in parte negative, scegliendo in particolare di far attivare il dispositivo e di salvare Venom, ma salvando la Gatta Nera col Simbionte. Spider-Man mantiene un atteggiamento perlopiù positivo, ma di tanto in tanto lascia che il Simbionte prenda il sopravvento sulle sue intenzioni, non rinunciando al costume nero e ai suoi poteri e arrivando persino ad usarlo per salvare la Gatta Nera ferita, scioccando Mary Jane. Alla fine fa attivare il dispositivo contro i simbionti, liberando New York e perdendo il costume nero. Qualche giorno dopo, la città torna alla normalità, e si vede l'Uomo Ragno da un tetto mandare dei messaggi alla segreteria telefonica di MJ, chiedendole scusa e dicendole che aveva accettato i poteri del simbionte solo temporaneamente per riuscire a salvare la città e le persone a cui teneva, e che non si sarebbe mai lasciato corrompere da esso, sperando che lei un giorno possa capirlo.
- Finale del costume nero: si ottiene scegliendo la maggior parte delle volte la via del costume nero e quindi del simbionte, rifiutando però di salvare la Gatta Nera verso la fine del gioco e di far attivare il dispositivo, distruggendolo invece assieme a Venom. Peter, corrotto dal simbionte, diventa cattivo ed ossessionato da Mary Jane, che lo ama ancora nonostante non condivida la strada che lui ha intrapreso. Pur non curando la Gatta col Simbionte, alla fine uccide Venom e distrugge il dispositivo, per potere tenere così il suo costume nero. Dopo qualche giorno, l'Uomo Ragno prende il controllo dei simbionti di New York, riflettendo su come secondo lui fino a quel momento non avesse mai compreso cos'era il vero potere, così come adesso non lo comprenderebbe Mary Jane. Nonostante tutto, Spider-Man decide di riprendersi la ragazza a qualunque costo, anche con la forza, sfruttando i simbionti che ormai hanno preso completamente il controllo della città e lo celebrano come nuovo capo. Intanto Kingpin, la Vedova Nera e il Riparatore si incontrano con Wolverine, nuovamente trasformato dal simbionte, ma stavolta col pieno controllo di esso, incaricandolo di trovare Spider-Man e ucciderlo con lo scopo di fermare il suo regno delle ombre.
- Finale della Gatta Nera: si ottiene facendo quasi esclusivamente scelte negative, salvando la Gatta verso la fine con il potere del simbionte, distruggendo il dispositivo anti-simbionti e uccidendo Venom di propria iniziativa. Corrotto dal simbionte, Spider-Man diventa un uomo malvagio interessato solo al potere assoluto, rinnegando non solo la sua natura eroica ma anche il suo amore per MJ. Guarisce le ferite della Gatta con il simbionte essendo d'accordo col piano della donna di conquistare la città insieme, e per riuscirci vuole eliminare Venom per diventare il nuovo leader dei simbionti e vendicarsi di lui. Alla fine riesce nell'intento, e dopo non aver attivato il dispositivo, uccide crudelmente Brock. Dopo qualche giorno Spider-Man prende il controllo dei simbionti di New York assieme a Felicia come sua amante, anch'essa posseduta dal simbionte che Spider-Man ha usato per curarla. Soddisfatto, Spider-Man dichiara di aver finalmente appreso cos'è il vero potere, e si prepara a comandare l'intero esercito di simbionti che hanno invaso New York e lo venerano. Intanto Kingpin, Vedova Nera e il Riparatore si incontrano con Wolverine, sempre trasformato dal simbionte, incaricandolo di trovare Spider-Man e ucciderlo.

### Versioni
La trama è diversa per quasi tutte le console: per Xbox 360, PlayStation 3 e Wii si segue la trama originale, per PlayStation 2 e PlayStation Portable (chiamata anche Edizione Straordinari Alleati) la trama è abbastanza modificata comprendendo nuovi personaggi mentre per Nintendo DS è completamente diversa.

## Modalità di gioco
Spider-Man: Il Regno delle Ombre ha una grafica tridimensionale, con visuale in terza persona e alcuni elementi del free-roaming; a differenza dei precedenti titoli della serie, i combattimenti sono ancora più fluidi e dotati di più varianti di movimenti e attacchi. Il personaggio può spostarsi liberamente in tutta la città di New York, compiendo le missioni e gli incarichi secondari quando necessario. Le versioni per PlayStation 2, PlayStation Portable e Nintendo DS condividono la stessa visuale in 2.5D: la versione per DS è molto simile per alcune dinamiche di gioco, cioè quelle legate allo sblocco di potenziamenti per proseguire nella storia, ai franchise di Castlevania e Metroid. 
Non esistono vere e proprie missioni secondarie, poiché Spider-Man dovrà superare delle prove assegnate da diversi personaggi; una volta superate si otterranno un certo numero di PE (Punti Esperienza), che potranno essere spesi per sbloccare nuovi attacchi e abilità varie, che cambiano totalmente da un costume all'altro, anche con i costumi alternativi (presenti solo su PSP, PlayStation 3 e Wii) che si sbloccheranno completando le missioni assegnate. 
Il gioco dispone anche di un sistema di allineamento in base alle scelte che il giocatore farà adottare a Spider-Man, e determinerà gli eventi della storia e di quali alleati potrà disporre. Uno Spider-Man che usa più il suo costume classico, salva i civili in difficoltà e mantiene la sua natura eroica avrà l'allineamento Eroe e potrà avere l'aiuto di eroi e vigilanti; invece uno Spider-Man che usa la sua tuta simbiotica, ignorando civili e crimini in corso e indugiando nei suoi desideri di potere avrà l'allineamento Anti-Eroe e avrà il supporto dei supercriminali.

## Personaggi
Nel corso della storia verremo a conoscenza di diversi personaggi che saranno alleati da aiutare oppure nemici da combattere:
- Gatta Nera: vero nome Felicia Hardy, è una giovane ladra esperta di arti marziali, dotata di poteri felini dopo un esperimento genetico, e da sempre perdutamente innamorata di Spider-Man. Nel gioco, la Gatta, infiltratasi da Kingpin, sarà la prima rivale del protagonista. Spider-Man può scegliere se mettersi con lei o restare fedele a MJ in ben due occasioni. Felicia può muoversi agilmente tanto quanto Spider-Man (solo nella versione per Xbox 360, PS3 e Wii). Nella versione per PS2 e PSP viene controllata mentalmente da Spencer Smythe e Spider-Man deve salvarla. Diventerà un'alleata del protagonista solo se questi ha l'allineamento "Anti-Eroe".
- Avvoltoio: alias di Adrian Toomes, vecchio ingegnere e acerrimo nemico del protagonista. Dotato del suo costume verde, che in questa versione si presenta come un'armatura cibernetica con ali meccaniche fissate alla schiena, l'Avvoltoio è in grado di sollevare 300 kg di peso e di volare fino a 95 km/h. Nel gioco è il secondo rivale di Spider-Man, che dovrà affrontarlo nei cieli di New York. È un alleato di Spider-Man e verrà in suo aiuto se l'allineamento è "Anti-Eroe".
- Luke Cage: è il primo aiutante di Spider-Man e lo addestra per affinare le sue abilità nel combattimento. Cage ha la pelle impenetrabile, in grado di resistere alle pallottole e ad attacchi come i raggi repulsori; tuttavia la sua pelle può essere fusa ad alte temperature e l'adamantio la taglia. Nella versione per PS2 e PSP cerca di fermare gli infetti sui treni e viene posseduto dal simbionte, oppure cercherà di sconfiggere Spider-Man perché pensa che il costume nero stia prendendo il sopravvento. Viene in aiuto di Spidey se questi ha l'allineamento "Eroe".
- Venom: è il frutto dell'unione tra Eddie Brock, giornalista che perse il lavoro a causa di Spider-Man, ed il simbionte, che risente dell'abbandono del supereroe. Uniti da questo odio, hanno dato vita alla creatura simbiotica Venom, decisa ad eliminare l'arrampicamuri. Nel gioco Venom è l'antagonista principale, il fautore dell'invasione, che cerca da subito di uccidere Spider-Man, ma un pezzo del suo simbionte lo lascia per riattaccarsi a Spider-Man, che si riappropria del costume nero. Venom viene battuto e scompare, rimanendo nell'ombra. Riappare più tardi, quando Spider-Man scopre che sta infettando col simbionte i cittadini di New York, scontrandosi di persona altre volte con lui. Alla fine del gioco Venom si sacrifica distruggendo l'elivelivolo per uccidere Mega Venom e fermare il Simbionte, oppure viene ucciso direttamente da Spider-Man. Nella versione per Nintendo DS, non è la causa diretta dell'invasione e cerca di fermare il simbionte che sta infettando New York ma Spider-Man, non conoscendo le sue intenzioni, lo sconfigge prima che porti a termine il suo obiettivo.
- Wolverine: celebre mutante e membro degli X-Men, dotato di artigli di adamantio. Nel gioco metterà alla prova Spider-Man facendogli delle domande personali per capire se l'eroe è sotto il controllo del simbionte, avvertendo la sua presenza nell'eroe. Successivamente i due svolgeranno alcune missioni insieme. Cadrà poi sotto il controllo del simbionte trasformandosi, e dopo un intenso combattimento si potrà scegliere se liberarlo forzatamente assorbendo il simbionte che lo infettava, oppure lasciare che si liberi da solo con la sua forza di volontà. Viene in aiuto di Spider-Man se ha l'allineamento "Eroe".
- Vedova Nera: un'agente S.H.I.E.L.D. super-addestrata ed abile nell'uso delle armi da fuoco e nel combattimento corpo a corpo. Sarà lei a condurre i soldati dello S.H.I.E.L.D. nella lotta contro i simbionti e affiderà diverse missioni a Spider-Man, anche se spesso lo considera poco affidabile e non adatto al compito visti i suoi precedenti col simbionte alieno.
- Moon Knight: eroe dotato dei poteri delle divinità egizie. Sarà un buon alleato di Spider-Man nella lotta contro i simbionti e sarà lui a dare le missioni legate ai traffici di Kingpin se l'eroe rifiuterà le avances della Gatta Nera. Diventerà alleato di Spider-Man se questo mantiene l'allineamento "Eroe".
- Electro: meta-umano dai poteri elettrici. Impazzito perché non trova più sua sorella nel caos dell'invasione simbiotica, se ne andrà in giro per la città distruggendo tutto ciò che gli si para davanti, per poi venire infettato a sua volta e diventare un essere potentissimo aiutato da seguaci dotati dei suoi stessi poteri. Diventerà un alleato se Spider-Man ha l'allineamento "Anti-Eroe".
- Kingpin: pseudonimo di Wilson Fisk, importante uomo d'affari e signore del crimine di New York, sarà prima un rivale e poi un alleato del nostro eroe, mettendogli a disposizione le sue armi e i suoi soldati. Viene spesso preso in giro dall'Uomo Ragno per la sua grossa stazza.
- Kraven: presente solo nella versione per PS2 e PSP. Inizialmente il suo scopo sarà catturare Rhino, considerandolo "la preda di ogni vero cacciatore", ma poi vedendo Spider-Man cambia idea decidendo di attaccare l'eroe.
- Spencer Smythe: vuole vendetta su Spider-Man e J. Jonah Jameson (solo nella versione PS2 e PSP).
- Sciacallo: presente solo nella versione per PS2 e PSP, vuole controllare i simbionti e si trova come boss nell'elivelivolo e nel parco.
- Rhino: prigioniero a Rikers Island, verrà sfruttato a causa della sua mole da Spider-Man per trovare il Riparatore nella versione per Xbox 360, PS3 e Wii. Nella versione per PS2 e PSP è un boss che si trova nella base segreta A.I.M. (Avanzate Idee Meccaniche). Diventerà un alleato se Spider-Man ha l'allineamento "Anti-Eroe".
- Riparatore: scienziato geniale ed ingegnere, nella versione per Xbox 360, PS3 e Wii, Spider-Man lo fa evadere da Rikers Island per fargli trovare un modo di distruggere i simbionti con le sue tecnologie; nella versione per PS2 e PSP è un boss nel suo livello, all'interno di una macchina da lui creata.
- Goblin: presente solo nella versione per Nintendo DS, appare come un alleato per sconfiggere i simbionti.
- Mega-Venom: è il boss finale nella versione per PS3, Xbox 360 e Wii, e presente (anche se diverso nell'aspetto) nelle versioni per PS2 e PSP. Si tratta di un gigantesco mostro simbiotico alto circa dieci metri con le conoscenze di Venom, deciso ad eliminare Spider-Man. Brock si sacrificherà per distruggerlo, lasciando all'eroe la scelta di soccorrerlo oppure no.
- Re Simbionte: è il boss finale nella versione per Nintendo DS. È identico a Venom ma a differenza di quest'ultimo è più grosso e ha tre dita per mano. Si suppone sia l'origine di tutti i simbionti esistenti (compreso lo stesso Venom).
- Shocker: presente nella versione per PS2 e PSP, se ne approfitta della situazione creatasi con l'emergenza e deruba un hotel, ma viene fermato da Spider-Man che si prende i suoi guanti sonici per usarli come arma contro i simbionti.

Inoltre nella versione Straordinari Alleati ci sono personaggi aggiuntivi come Nightcrawler, Tempesta, Mysterio e Hobgoblin. Alcuni di questi personaggi, nel corso della storia, verranno posseduti dai simbionti acquisendo un nuovo aspetto e nuovi poteri.

## Accoglienza
La rivista Play Generation diede alla versione per PlayStation 3 un punteggio di 79/100, trovando una carenza di varietà e alcune lacune nella realizzazione che affondavano la nuova avventura di Spidey, reputandolo un'occasione sprecata. La stessa testata lo classificò poi come uno dei quattro migliori giochi ambientati a New York.